# دولوریس
دولوریس (به اسپانیایی: Dolores) یک منطقهٔ مسکونی در آرژانتین است که در بخش دولورس واقع شده‌است. دولوریس ۲۵٬۹۴۰ نفر جمعیت دارد و ۶ متر بالاتر از سطح دریا واقع شده‌است.